# Kyllinga bulbosa
Kyllinga bulbosa là loài thực vật có hoa trong họ Cói. Loài này được P.Beauv. mô tả khoa học đầu tiên năm 1805.